# تضخم متراكز
يُعتبر التضخم المتراكز (بالإنجليزية: Concentric hypertrophy)‏ نموًا تضخميًا لـعضوٍ مجوف دون حدوث تضخمٍ كلي، حيث يتضخم جدار العضو، وتتقلص كل من سعته وحجمه.
وقد أُضيفت القسيمات العضلية على نفس المنوال كما في اعتلال عضلة القلب المتضخمة (hypertrophic cardiomyopathy).
يرتبط التضخم المتراكز في القلب بزيادة حمل ضغط القلب، وغالبًا ما يرجع ذلك إلى ارتفاع ضغط الدم و/أو التضيق الأبهري. وتتمثل النتيجة في انخفاض امتثال البطين واختلال في الوظيفة الانبساطية، يليه في نهاية المطاف فشل البطين وضعف انقباضي.
إن قانون لابلاس لضغط جدار حالات الكرة (T) متناسب مع حاصل ضرب ضغط بطريق الجدار (P) ونصف القطرالجوفي (r) ومتناسب عكسيًا مع سمك الجدار (W): يزيد سمك الجدار البطيني الأيسر بشكل ملحوظ نتيجة للضغط الزائد—بينما يظل نصف القطرالجوفي ثابت نسبيًا. هذه التغييرات التعويضية، التي يشار إليها باسم "التضخم المتراكز"، تؤدي إلى الحد من زيادة توتر الجدار الملحوظ في التضيق الأبهري.